# ديفيد بريدغز
ديفيد بريدغز (بالإنجليزية: David Bridges)‏ هو لاعب كرة قدم بريطاني، ولد في 22 سبتمبر 1982 في هانتينغدون ‏ في المملكة المتحدة. شارك مع منتخب إنجلترا لكرة القدم C ‏. أما مع النوادي، فقد لعب مع ستيفيناغ بوروه وكامبريدج يونايتد ونادي تشيلمسفورد ونادي كيترينغ تاون.

## وصلات خارجية
- ديفيد بريدغز على موقع قاعدة بيانات كرة القدم.إي يو (الإنجليزية)
- ديفيد بريدغز على موقع Soccerbase.com (لاعب) (الإنجليزية)
- ديفيد بريدغز على موقع Soccerway.com (الإنجليزية)